# Ludovic Phalippou
Ludovic Phalippou est un économiste et chercheur en finance français. Il est professeur d'économie financière et directeur du département Finance et Comptabilité de la Saïd Business School à l'Université d'Oxford. Ludovic Phalippou est spécialisé dans les domaines du capital-investissement, notamment la gestion des risques, l'analyse comparative des rendements, les questions juridiques et de gouvernance, et la gestion de la liquidité.

## Enfance et Éducation
Ludovic Phalippou est issu d'un milieu rural et modeste. Sa mère était responsable de la ferme et son père était boulanger. Il est allé ensuite au lycée Rascol à Albi -- suivant la filière Math-Physique. Après avoir obtenu son bac C avec mention, il fut le premier de sa famille à aller à l’université. Il a obtenu une licence et un diplôme d’ingénieur maître en économie de la Toulouse School of Economics, en 1998 et fut orienté vers les États-Unis pour commencer un doctorat en économie, à l’âge de 22 ans, grâce à une bourse accordée par l'Université de Californie du Sud à Los Angeles,. Il a obtenu une maîtrise en économie puis une en finance mathématiques de l'Université de Californie du Sud et a pu transférer à l'INSEAD, à Fontainebleau pour poursuivre un doctorat en finance, qu'il a achevé en 2004.

## Carrière
Juste après son doctorat, Ludovic Phalippou a déménagé aux Pays-Bas et a rejoint l'Université d'Amsterdam en tant que professeur assistant, promu professeur associé en 2007. En 2011, il a rejoint la Saïd Business School de l'Université d'Oxford en tant que professeur associé, a obtenu un poste permanent cinq ans plus tard et est devenu professeur d'économie financière en 2018. L'année suivante, Phalippou a été nommé responsable du domaine académique du groupe Finance et Comptabilité de la Business School.
Ludovic Phalippou a travaillé avec plusieurs investisseurs institutionnels sur leurs décisions d'investissement en private equity et leurs systèmes de benchmarking, dont le fonds souverain norvégien, Pennsylvania Treasury[source insuffisante], etc. Il a aussi été rapporteur pour VINNOVA, l'agence gouvernementale suédoise pour les systèmes d'innovation en 2014 et 2017[source insuffisante] De 2018 à 2019, Phalippou a été responsable mondial des études de marché privé au BlackRock Investment Institute, où il a développé un modèle de prévision des rendements du marché privé pour les programmes d'optimisation de portefeuille. Il est également membre du comité d'investissement de la dotation du Queen's College[réf. souhaitée]. 

### Récompenses et honneurs
En 2014, Ludovic Phalippou est nommé parmi les 40 Most Outstanding Business School Profs Under 40 In The World (« 40 professeurs d'école de commerce de moins de 40 ans les plus remarquables au monde »). Il reçoit en 2019 le prix Jack Treynor Q-group du meilleur article pour son étude How Alternative Are Private Markets?[source insuffisante].

### Livre et Chapitres de livres
- Private Equity Laid Bare, 2017 (1re édition), 2019 (2e édition), 2021 (3eme edition).
- Why is evidence on private equity performance so confusing? in Private Equity Performance Measurement, 2012
- Private Equity Funds Performance, Risk and Selection in Elgar’s Research Handbook on Hedge Funds, 2010
- Risk and Return of Private Equity Investments: An overview in Wiley/Blackwell's Companion to Private Equity, 2009